# Needy
"Needy" (estilizada como "needy") é uma canção da cantora estadunidense Ariana Grande, contida em seu quinto álbum de estúdio Thank U, Next (2019). Foi composta pela própria em conjunto com Victoria Monét, Tayla Parx e Tommy Brown, sendo produzida pelo último, com a artista encarregando-se da produção vocal juntamente com Monét e Parx. A sua gravação ocorreu em outubro de 2018 nos estúdios The Record Plant em Hollywood, Califórnia, e Jungle City Studios em Nova Iorque.

## Produção
Needy foi escrito por Ariana Grande, Victoria Monét ,Tayla Parx e Tommy Brown ,que também cuidaram da produção. Os vocais de Grande foram gravados na Record Plant em Hollywood e Jungle City em Nova York. Serban Ghenea cuidou da mixagem do áudio, e Brendan Morawski como engenheiro assistido por Sean Kline.

## Recepção crítica
A música recebeu elogios da crítica musical. Ross Horton, do The Line of Best Fit, chamou a música de "sexy, rica e suculenta em igual medida, como alguns dos momentos mais sensuais de Rihanna". Michael Cragg, do The Guardian, afirmou que a música "se desenrola como uma série de mensagens de texto confessionais e autoconscientes, do tipo que não está necessariamente pedindo uma resposta". Sal Cinquemani, da Slant Magazine, disse que nessa música, Grande não tem medo de admitir que é "carente".

## Faixas e formatos
| Download digital e streaming |         |         |  |
| N.º                          | Título  | Duração |  |
| 1.                           | "Needy" | 2:51    |  |

## Desempenho nas tabelas musicais
A música estreou na parada de 23 de fevereiro de 2019 no número 14 nos Estados Unidos, sendo o 17° maior hit de Grande e seu nono single de maior ranking na Billboard Hot 100 até o momento, ao lado de "NASA" (que entrou no número 17 ), fazendo do Thank U, Next o primeiro álbum feminino desde a Reputation de Taylor Swift ,um ano antes, a ter cinco músicas do top 20 nos EUA.

### Posições
| Tabela musical (2019)                                  | Melhor posição |
| ------------------------------------------------------ | -------------- |
| Alemanha (Media Control Charts)                        | 65             |
| Austrália (ARIA Charts)                                | 13             |
| Canadá (Canadian Hot 100)                              | 16             |
| Escócia (The Official Charts Company)                  | 42             |
| Eslováquia (IFPI Slovenská Republika)                  | 23             |
| Espanha (Productores de Música de España)              | 69             |
| Estados Unidos (Billboard Hot 100)                     | 14             |
| França (Syndicat National de l'Édition Phonographique) | 100            |
| Hungria (Magyar Hanglemezkiadók Szövetsége)            | 31             |
| Irlanda (Irish Recorded Music Association)             | 5              |
| Malásia (Recording Industry Association of Malaysia)   | 9              |
| Nova Zelândia (NZ Top 40 Singles)                      | 11             |
| Países Baixos (MegaCharts)                             | 41             |
| Portugal (Associação Fonográfica Portuguesa)           | 16             |
| Reino Unido (UK Singles Chart)                         | 8              |
| Chéquia (IFPI Česká Republika)                         | 39             |
| Singapura (Recording Industry Association Singapore)   | 10             |
| Suécia (Sverigetopplistan)                             | 43             |

## Performances ao vivo
Grande apresentou a música pela primeira vez no iHeartRadio Music Awards de 2019.Também está incluído na setlist de sua Sweetener World Tour ,além de chorar durante alguns shows da turnê.

## Créditos
Todo o processo de elaboração de "Needy" atribui os seguintes créditos:
Gravação e publicação
- Gravada em outubro de 2018 nos The Record Plant (Hollywood, Califórnia) e Jungle City Studios (Nova Iorque)
- Mixada nos MixStar Studios (Virginia Beach, Virgínia)
- Masterizada nos Sterling Sound (Nova Iorque)
- Publicada pelas empresas Universal Music Corp./GrandAri Music (ASCAP), Victoria Monét Music Publishing (ASCAP), Taylor Monét Music/Warner Chappell Music (BMI) e Avex Music Publishing (ASCAP)

Produção
| - Ariana Grande: composição, vocalista principal, produção vocal - Victoria Monét: composição, vocalista de apoio, produção vocal - Tayla Parx: composição, vocalista de apoio, produção vocal - Tommy Brown: composição, produção, programação - Peter Lee Johnson: cordas - Brendan Morawski: engenharia | - Billy Hickey: engenharia - Sean Kline: assistência de engenharia - Serban Ghenea: mixagem - John Hanes: assistência de mixagem - Randy Merrill: masterização |